# Pavonitina
Pavonitina es un género de foraminífero bentónico de la subfamilia Pavonitininae, de la familia Pavonitinidae, de la superfamilia Pavonitinoidea, del suborden Spiroplectamminina y del orden Lituolida. Su especie tipo es Pavonitina styriaca. Su rango cronoestratigráfico abarca desde el Oligoceno hasta la Mioceno.

## Discusión
Clasificaciones previas incluían Pavonitina en el suborden Textulariina del Orden Textulariida, o en el orden Lituolida sin diferenciar el suborden Spiroplectamminina.

## Clasificación
Pavonitina incluye a las siguientes especies:
- Pavonitina biarritzensis †
- Pavonitina hispanica †
- Pavonitina plana †
- Pavonitina styriaca †
- Pavonitina tirolensis †